# Loxura yilma
Loxura yilma är en fjärilsart som beskrevs av Hans Fruhstorfer 1926. Loxura yilma ingår i släktet Loxura och familjen juvelvingar. Inga underarter finns listade i Catalogue of Life.